# Мушаилов, Асаф Ханухович
Асаф Ханухович Мушаилов (29 мая 1952) — канадский русскоязычный писатель и поэт. Член Союза писателей Израиля (кавказской секции).

## Биография
Родился 29 мая 1952 в Дербенте, Дагестанская АССР. Горский еврей.

После армии учился в институте ДГПИ в городе Махачкала.
60-х гг. ХХ – века был серьёзно увлеченён музыкой на кларнете и саксофоне.
Под влиянием старшего брата художника Мушаила Мушаилова в 1981 году закончил художественно – графический факультет педагогического института в Махачкала. Работал в Mахачкалинской школе No1 обучая
детей рисунку, живописи, декоративному рисованию и черчению.

В 1992 году иммигрировал с семьёй в Канаду и проживает в городе Торонто.
В Канаде Асаф Мушаилов написал короткие рассказы, стихотворения и поэмы.
В статье о творчестве Асафе Мушаилове STMEGI|Горские евреи напечатано:
Все его произведения пронизаны национальным колоритом. Портреты дербентцев «написаны» сочными красками, хотя настоящие имена героев изменены, старожилы без труда могут опознать прототипы.

## Книги
«Стихи Поэмы Рассказы» (2017) 